# Arlekinada
Arlekinada – ogólnopolski Festiwal Małych Form Teatralnych, odbywający się co roku w Inowrocławiu w sali tamtejszego Teatru Miejskiego.
Pierwsza Arlekinada odbyła się w roku 2003, od III edycji Festiwal ma zasięg ogólnopolski.
Festiwal skierowany jest do amatorskich, młodzieżowych zespołów teatralnych, działających przy szkołach ponadgimnazjalnych, domach kultury, instytucjach kulturalno-oświatowych. Arlekinada jest spotkaniem zespołów teatralnych małych form (teatrów dramatycznych, kabaretów, teatrów wizji i ruchu, teatrów poezji i innych).

Mottem Arlekinady są słowa piosenki Wojciecha Młynarskiego, znanej z wykonania Michała Bajora (muzyka Włodzimierz Korcz): 

Blada kuzynko Melpomeno, jedną zagraną dobrze sceną, Ogrzej, ogrzej mnie...

## Historia

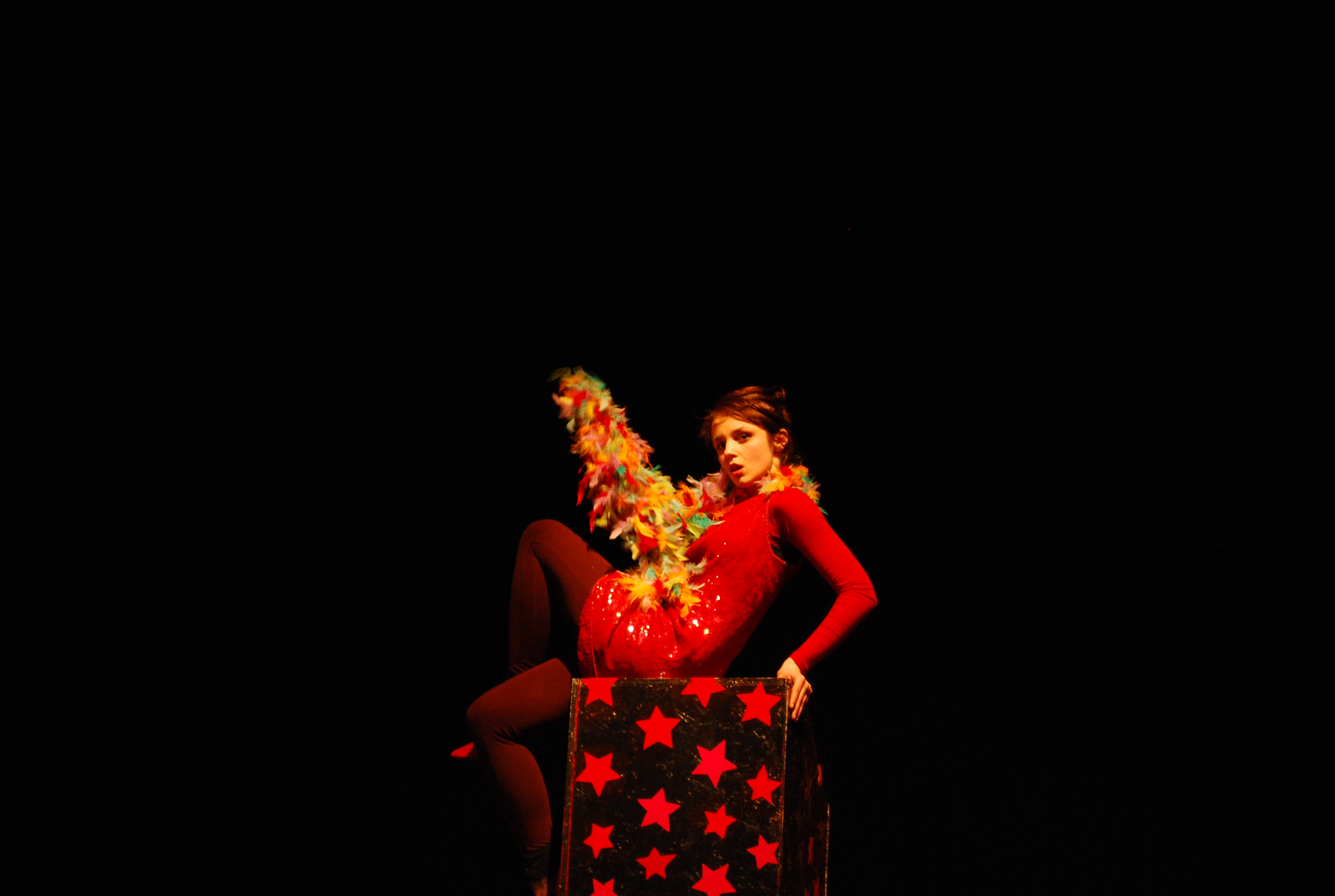
Katarzyna Gorczyca w monodramie "Dziewictwo", zaprezentowanym podczas Arlekinady w 2009 roku

Pomysłodawcą Festiwalu jest Elżbieta Piniewska – nauczycielka języka polskiego w I Liceum Ogólnokształcącym im. Jana Kasprowicza w Inowrocławiu, reżyser teatralny, scenarzysta, która prowadzi również Inowrocławski Teatr Otwarty. W 2003 roku odbył się I Wojewódzki Festiwal Małych Form Teatralnych.
Od 2004 festiwal pod nazwą Arlekinada zyskał nieco inną formułę, niż I edycja festiwalu: spektakle konkursowe podzielono na dwie kategorie: Teatry gimnazjalne i Grupy Teatralne ze szkół ponadgimnazjalnych.
III Edycja festiwalu (w 2005 roku) wyniosła Arlekinadę na poziom ogólnopolski.
Arlekinada odbywa się corocznie w marcu dla uczczenia Międzynarodowego Dnia Teatru (27 marca). Organizatorami Arlekinady są: Kujawskie Centrum Kultury i I Liceum Ogólnokształcące im. Jana Kasprowicza w Inowrocławiu. Współorganizatorem jest Województwo kujawsko-pomorskie.

## Zwycięzcy
| Edycja | Rok  | Teatr                                                                                         | Spektakl                                                      | Reżyser                                       |
| ------ | ---- | --------------------------------------------------------------------------------------------- | ------------------------------------------------------------- | --------------------------------------------- |
| I      | 2003 | Teatr "Meandry" z Liceum Ogólnokształcącego w Szubinie                                        | Telemaniacy                                                   | Mariusz Zieliński                             |
| II     | 2004 | Teatr "Maska" z Gimnazjum w Sławęcinku                                                        |                                                               |                                               |
| II     | 2004 | "Zjednoczone Siły Teatralne Organizatorów Arlekinady"                                         | Dresem obrośnięci                                             | Elżbieta Piniewska                            |
| III    | 2005 | Teatr "Cedeen" z Młodzieżowego Domu Kultury w Świdnicy                                        | Czy to bajka? Czy nie?, czyli Wisteliuszeczek i Magdaleneczka | Joanna Chojnowska                             |
| IV     | 2006 | Teatr "Żart" z Młodzieżowego Domu Kultury w Gnieźnie                                          | Bułka z pieprzem                                              |                                               |
| V      | 2007 | Teatr "Cedeen" z Młodzieżowego Domu Kultury w Świdnicy                                        | Ona                                                           | Joanna Chojnowska                             |
| VI     | 2008 | Teatr "Mojra" z III Liceum Ogólnokształcącego im. Królowej Jadwigi w Inowrocławiu             | Rzeka                                                         | Joanna Morawska-Świątek                       |
| VII    | 2009 | "Spółdzielna Teatralna" z Młodzieżowego Domu Kultury nr 2 w Poznaniu                          | Absynt                                                        | Tomasz Rozmianiec                             |
| VII    | 2009 | Katarzyna Gorczyca z Teatru "Narybek From Poland" z Mysłowic                                  | Dziewictwo – 4 nagrody dla najlepszej aktorki                 | Dziewictwo – 4 nagrody dla najlepszej aktorki |
| VIII   | 2010 | Teatr "Zamiast" z Gminnego Ośrodka "Sezam" w Tarnowie Podgórnym                               | Król Ubu                                                      | Grażyna Smolibocka                            |
| IX     | 2011 | Scena "Studio P" z Młodzieżowego Domu Kultury w Toruniu                                       | Uległość                                                      | Lucyna Sowińska                               |
| X      | 2012 | Teatr "Przedsiębiorstwo Indywidualnej Groteski Z O.O." z Młodzieżowego Domu Kultury w Toruniu | ... ciasta?                                                   | Hana Sierdzińska                              |
| XI     | 2013 | Teatr "Cedeen" z Młodzieżowego Domu Kultury w Świdnicy                                        | W teatrze trzeba grać                                         | Joanna Chojnowska                             |
| XII    | 2014 | Teatr "Przedsiębiorstwo Indywidualnej Groteski Z O.O." z Młodzieżowego Domu Kultury w Toruniu | Szczeliny                                                     | Hana Sierdzińska                              |
| XIII   | 2015 | Teatr „OdMowy” ze Stowarzyszenia Inicjatyw Społeczno-Gospodarczych „Europa-Polska” w Tarnowie | Łysa Śpiewaczka                                               | Jędrzej Hycnar                                |
| XIV    | 2016 | Teatr "Avis" Nowosolskiego Domu Kultury                                                       | Lęg(k) na łowisku                                             | Alicja Chyżak-Fitas                           |
| XV     | 2017 | Teatr BEZ (pre)TEKSTU z I LO im. K. Marcinkowskiego w Poznaniu                                | Scenki rodzajowe                                              | Wiesława Wójcik Anna Rozmianiec               |

## Jury

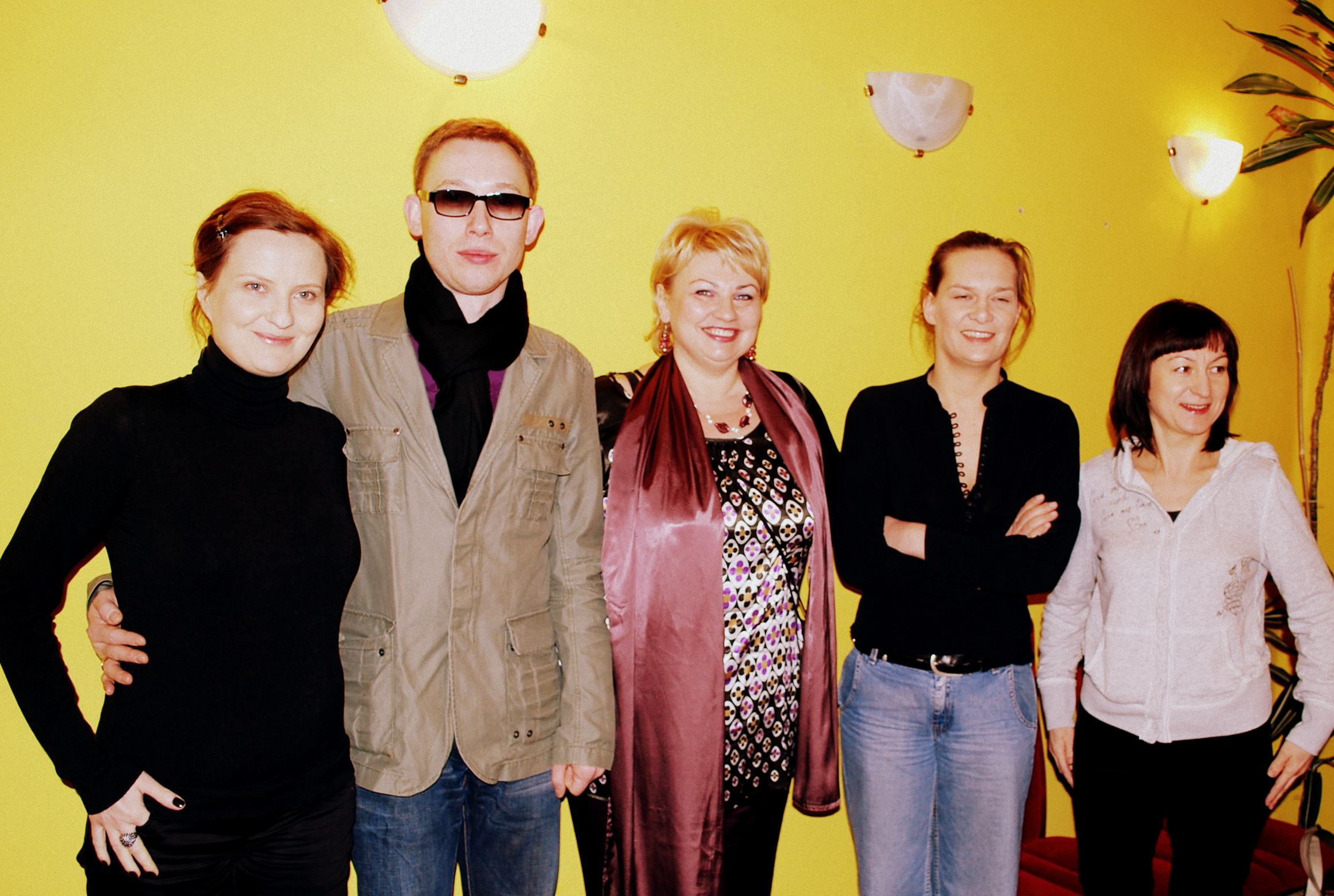
Jury Arlekinady w 2009 roku

Zespoły teatralne ocenia zawsze profesjonalne jury, w skład którego wchodzili dotychczas: aktorki – Beata Kawka (która również od początku istnienia festiwalu pełni opiekę artystyczną), Edyta Jungowska, Ewa Szykulska, Joanna Brodzik, Małgorzata Zajączkowska, Maria Mamona, Izabela Kuna, Maria Seweryn, Anna Romantowska, Emilia Krakowska, Sonia Bohosiewicz oraz aktorzy Rafał Mohr, Maciej Kowalewski, Piotr Grabowski; krytyk filmowy Łukasz Maciejewski; reżyser filmowy Tomasz Wasilewski; teatrolog Wojciech Kajak; scenarzyści filmowi – Dariusz Banek, Arkadiusz Borowik, Piotr Jachowicz; dramaturg, dyrektor WOAK w Toruniu – Jerzy Rochowiak, dziennikarka Urszula Guźlecka, artystka plastyk Aleksandra Simińska, projektantka Bożena Karska, dyrektor Centrum Kultury i Sztuki w Lesznie Błażej Baraniak.
Swoje nagrody przyznaje także Jury Młodych, które składa się z aktorów Inowrocławskiego Teatru Otwartego, studentów teatrologii bądź finalistów i laureatów Olimpiady Literatury i Języka Polskiego.